# Candida guillermondii
Candida guillermondii é uma espécie de fungo pertencente ao gênero Candida e a ordem Saccharomycetales. Ao lado de outros membros do gênero, é, oportunamente, causadora da candidíase. Também pode cusar outras doenças como, por exemplo, a meningoencefalitis eosinofílica.
A Candida guillermondii é muito usada como modelo em pesquisas genéticas, industriais e medicinais.